# Hermann Weyer
Hermann Weyer (* 10. November 1830 in Groß Schönebeck, Landkreis Niederbarnim, Brandenburg; † 6. Dezember 1899 in Köln) war ein deutscher Architekt und Baubeamter, er wirkte ab 1872 als Kölner Stadtbaumeister.

## Werdegang
Hermann Weyer war der Sohn des Geheimen Baurats Heinrich Weyer († 1880). Er besuchte von 1852 bis 1855 die Berliner Bauakademie und verließ diese für ein Referendariat als Regierungsbauführer. Nach der zweiten Staatsprüfung wurde er zum Regierungsbaumeister (Assessor) ernannt. 1861 nahm er Positionen in Salzwedel und in Pommern an, ehe er 1872 in Köln, der Stadt, in der ehemals sein Onkel Johann-Peter Weyer einer seiner Vorgänger war, zum Stadtbaumeister berufen wurde. 1889 wurde ihm der Titel eines Stadtbaurats verliehen. Im gleichen Jahr folgte seine Versetzung in den Ruhestand.

## Wirken

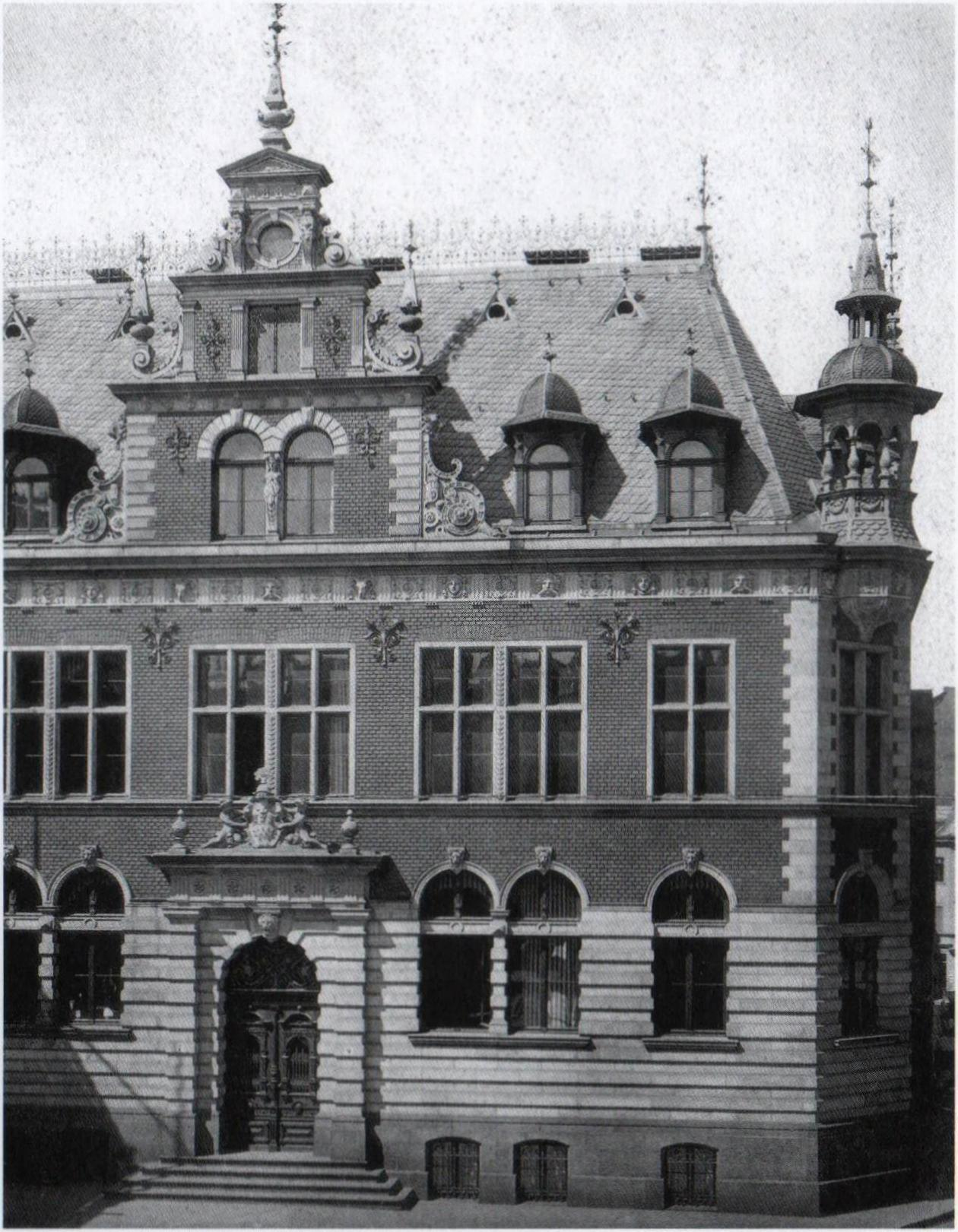
Von Hermann Weyer entworfenes Städtisches Archiv am Rathausplatz 7–9 in Köln (Foto 1886, nicht erhalten)

In Köln trat Weyer besonders durch seine Restaurierungen der zum Teil noch mittelalterlichen Bauten hervor. So führte er die von Julius Carl Raschdorff, der  zuvor aus den Kölner Diensten geschieden war, begonnenen Arbeiten am Kölner Rathaus (1872) und dessen Spanischen Bau (1880) sowie Gürzenich (Umbau 1875–1886) fort. Auch das Overstolzenhaus, das sein Onkel schon umgebaut hatte, wurde von ihm 1874–1878 gründlich restauriert. 
An Neubauten ist insbesondere das Oppenheimsche Kinderhospital erwähnenswert (1883, nicht erhalten).  Auch Weyers Schulbauten in Köln sind nicht erhalten. Neben Volksschulen und Turnhallen entwarf er die Höhere Töchterschule in der St. Apernstraße, die Bürgerschule in der Spiesergasse und die gewerbliche Fachschule am Salierring. Weyer führte nach eigenem Entwurf weiterhin die Markthalle am Waidmarkt, die Hauptfeuerwache, Wirtschaftsgebäude im Stadt- und Volksgarten, zwei Verwaltungsgebäude an der Portalsgasse und Gebäude für Stadtbibliothek und Stadtarchiv am Rathausplatz aus. Von ihm stammt zudem der Entwurf für eines der Kriegerdenkmäler auf dem Melaten-Friedhof (zum Deutsch-Französischen Krieg 1870/71). Seine Formensprache orientierte sich meistens an der französischen und niederländischen Hochrenaissance.
Seine letzten Arbeiten widmete Weyer 1889/1990 der Kölner Ratskapelle St. Maria in Jerusalem, bevor der Kölner Friedrich Carl Heimann 1890 sein Nachfolger wurde.